# Dick Vorisek
Richard J. „Dick“ Vorisek (* 21. Februar 1918 in der Bronx, New York City, New York; † 7. November 1989 in Stamford, Connecticut) war ein US-amerikanischer Tonmeister.

## Leben
Vorisek begann seine Karriere Ende der 1940er Jahre und wirkte bis 1987 an über 120 Filmproduktionen mit. Er arbeitete zwischen 1960 und 1986 an elf Spielfilmen von Sidney Lumet, darunter Serpico, Der Morgen danach und Der Mann in der Schlangenhaut. Eine weitere lange Zusammenarbeit pflegte er mit Regisseur Brian De Palma, für den er von 1972 bis 1987 an sechs Filmen mitwirkte, beginnend mit Die Schwestern des Bösen bis The Untouchables – Die Unbestechlichen.
Für sein Wirken war er drei Mal für den BAFTA Film Award in der Kategorie Bester Ton nominiert: 1976 für Lumets Heist-Movie Hundstage, 1978 für Lumets Filmsatire Network und 1981 für Bob Fosses Musikfilm Hinter dem Rampenlicht. 1982 war er für Reds gemeinsam mit Tom Fleischman und Simon Kaye für den Oscar in der Kategorie Bester Ton nominiert.
Vorisek starb 1989 im Alter von 71 Jahren in Stamfold, Connecticut.

## Filmografie (Auswahl)
- 1961: Haie der Großstadt (The Hustler)
- 1962: Licht im Dunkel (The Miracle Worker)
- 1969: Asphalt-Cowboy (Midnight Cowboy)
- 1973: Der Tod kennt keine Wiederkehr (The Long Goodbye)
- 1975: Die Frauen von Stepford (The Stepford Wives)
- 1975: Hundstage (Dog Day Afternoon)
- 1976: Carrie – Des Satans jüngste Tochter (Carrie)
- 1976: Network
- 1979: Hinter dem Rampenlicht (All That Jazz)
- 1981: Reds
- 1981: Blow Out – Der Tod löscht alle Spuren (Blow Out)
- 1982: Garp und wie er die Welt sah (The World According to Garp)
- 1982: King of Comedy
- 1983: Silkwood
- 1987: The Untouchables – Die Unbestechlichen (The Untouchables)

## Auszeichnungen
- 1976: BAFTA-Film-Award-Nominierung in der Kategorie Bester Ton für Hundstage
- 1978: BAFTA-Film-Award-Nominierung in der Kategorie Bester Ton für Network
- 1981: BAFTA-Film-Award-Nominierung in der Kategorie Bester Ton für Hinter dem Rampenlicht
- 1982: Oscar-Nominierung in der Kategorie Bester Ton für Reds